# Finsterforst
Finsterforst ist eine deutsche Folk-Metal-Band. Der Name der Band ist ein Synonym für den Schwarzwald, die Region, aus der die Band stammt.

## Geschichte

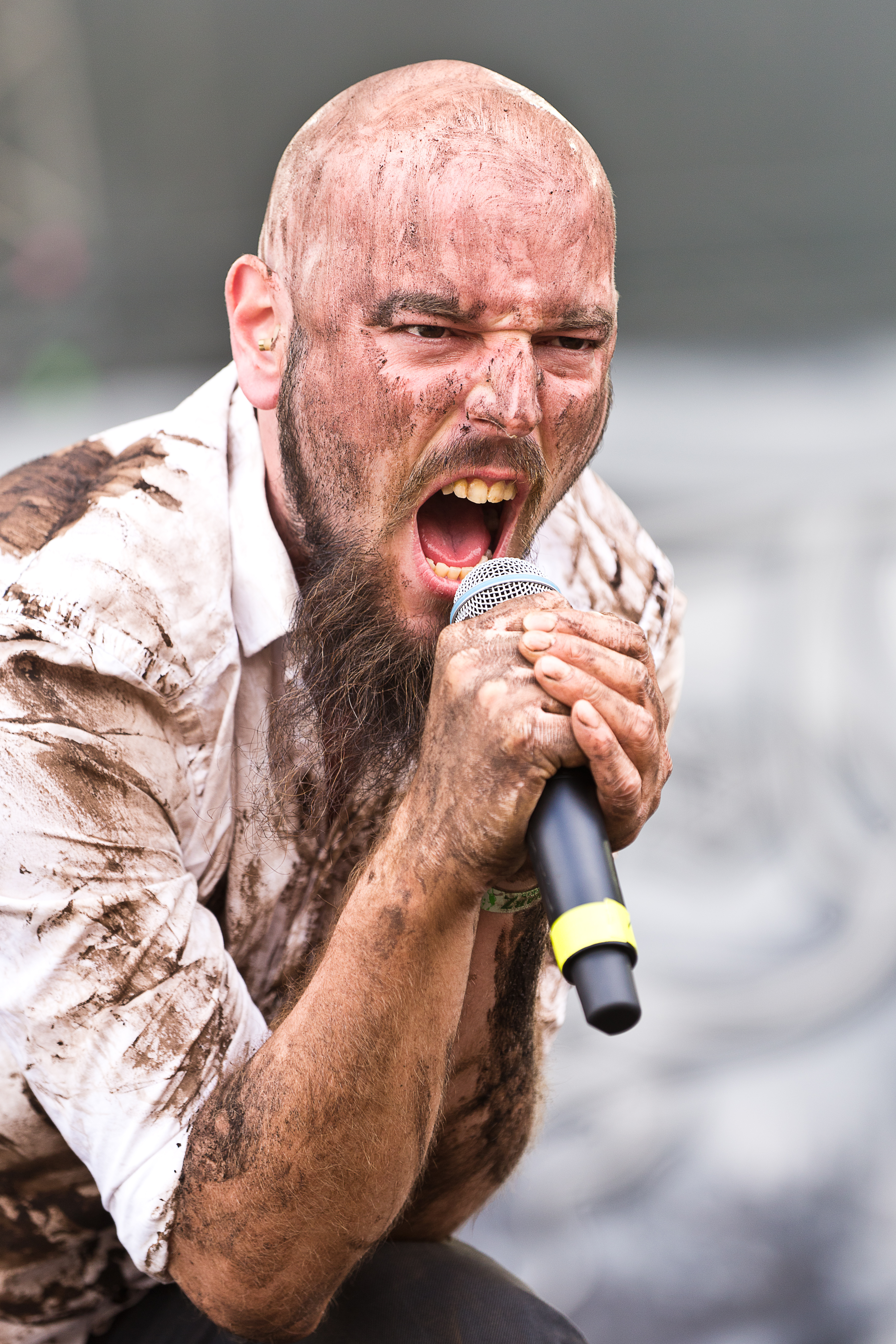
Oliver Berlin auf dem Rockharz 2015 in Ballenstedt

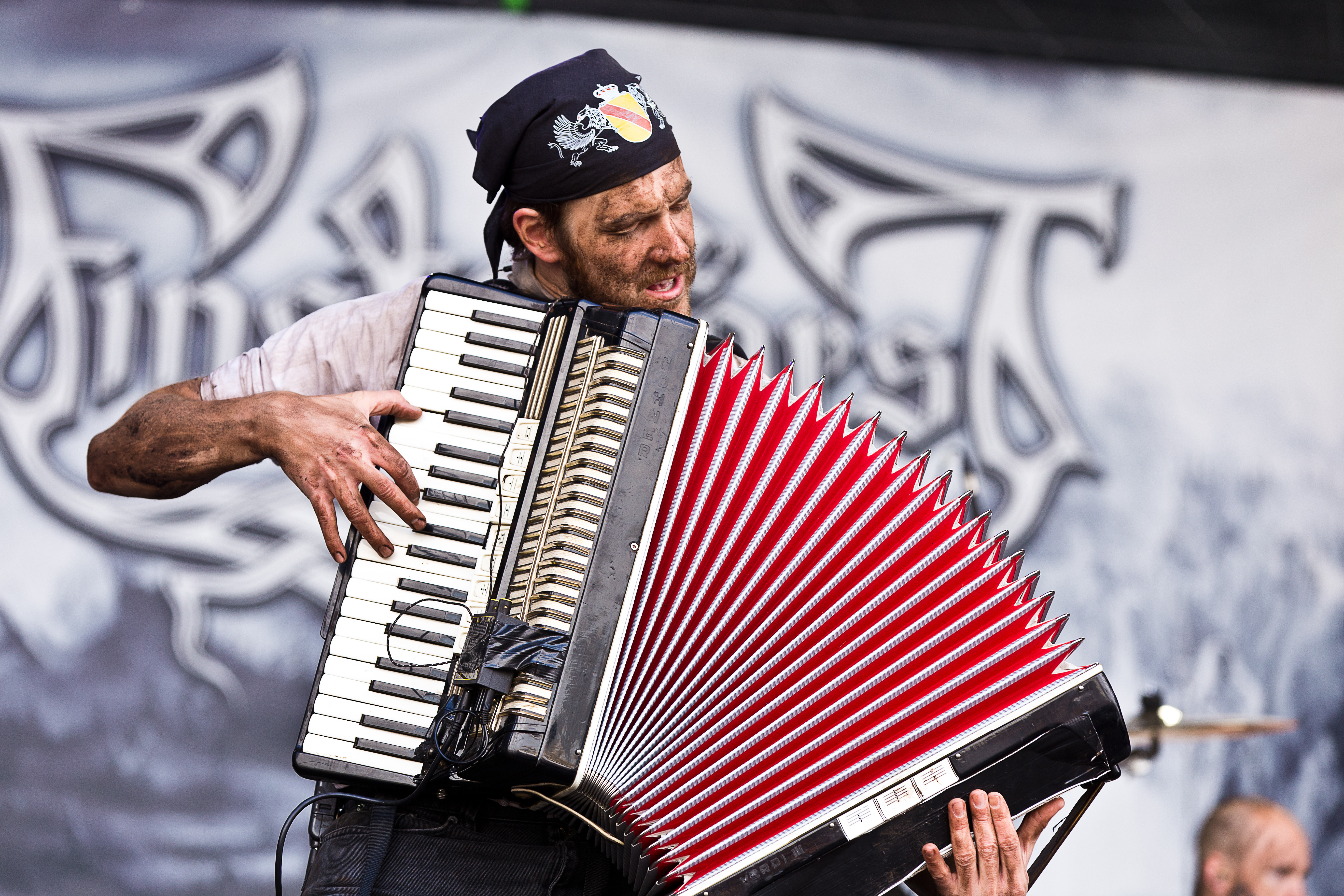
Johannes Joseph auf dem Rockharz 2015 in Ballenstedt

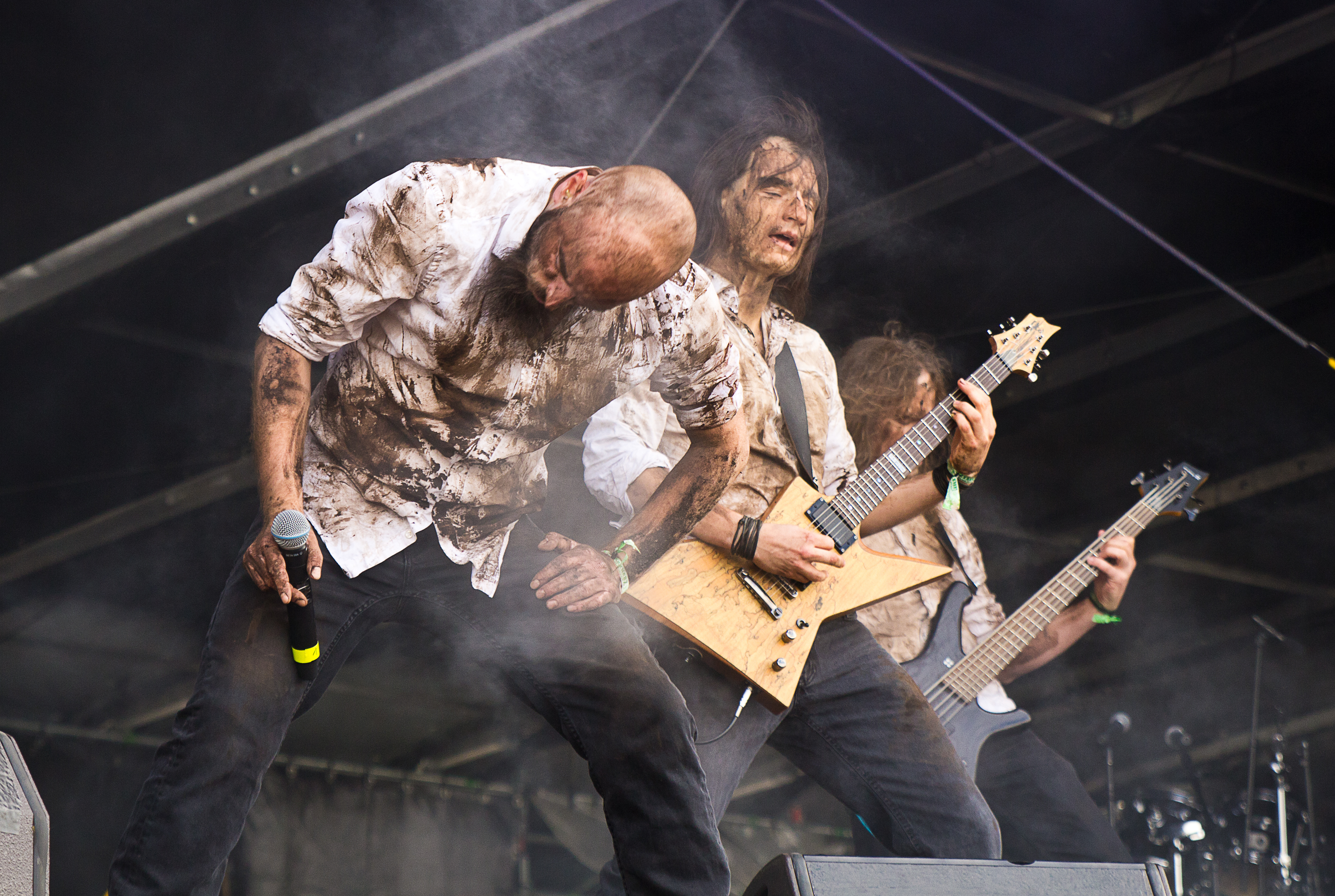
Finsterforst auf dem Rockharz 2015 in Ballenstedt

Die Band wurde Ende 2004 gegründet. Auf der ersten Demo/EP Wiege der Finsternis kam ein Drumcomputer zum Einsatz, da die Band damals noch keinen Schlagzeuger hatte. Die EP wurde von Finsterforst selbst produziert und erschien am 30. März 2006.
Das 2007 veröffentlichte Album Weltenkraft wurde über das Label Worldchaos Production vertrieben. Nach Problemen mit diesem Label wechselte die Band für das 2009 erschienene Album ... zum Tode hin zum Label Einheit Produktionen. Die 2006 erschienene Demo sowie alle folgenden Alben enthalten Flötenspiel und Gesangsbeiträge von Sevan Kirder, einem früheren Mitglied der Schweizer Folk-Metal-Band Eluveitie. 2010 wurde die ausverkaufte EP zusammen mit dem ersten Album und einem neu aufgenommenen Bonuslied unter dem Titel Urwerk wiederveröffentlicht.
Gegen Ende 2009 gingen Sänger Marco Schomas und die Band getrennte Wege. Ende April 2010 wurde schließlich Oliver Berlin als neuer Sänger von Finsterforst vorgestellt.
2012 unterschrieb die Band einen Vertrag beim österreichischen Plattenlabel Napalm Records. Im November 2012 erschien mit Rastlos das dritte Album der Band. Es wurde auf mehreren Online-Plattformen Album des Monats. 2013 gab die Band ihr Debüt auf dem Wacken Open Air, 2014 folgt eine erste Europa-Tournee mit Trollfest und Cryptic Forest.
Januar 2015 erschien das vierte Studioalbum der Band, Mach dich frei. Im November 2015 gab die Band in einem Facebook Post bekannt, dass Johannes Joseph, durch sein Akkordeonspiel und klarem Gesang eines der Markenzeichen von Finsterforst, die Band nicht mehr auf ihren Konzerten begleiten werde, dass er jedoch weiterhin für Studioaufnahmen spielen wird. Am 2. August 2019 erschien das fünfte und aktuelle Album Zerfall, zu dessen Titellied ein Musikvideo in einer abgebrannten Brauerei gedreht wurde und welches durch den tiefen Gesang Lars Vogels (Heidevolk, Godenbloed) ergänzt wird.

## Stil

### Musik
Die für den Metal übliche Besetzung aus Gitarren, Bass, Schlagzeug und Keyboard wird um ein als Markenzeichen der Band geltendes Akkordeon erweitert, das melodieführend in allen bisher geschriebenen Stücken zu hören ist. Daneben finden sich aber auch andere für das Genre unübliche Musikinstrumente in den Kompositionen der Gruppe wieder, beispielsweise eine Tin Whistle oder eine Oboe. Die deutschen Texte werden fast ausschließlich guttural gesungen.
Besonders auffällig und sonst unüblich für dieses Genre ist, dass der größte Teil der Lieder eine wesentliche Überlänge aufweist. Bis einschließlich des Albums Weltenkraft waren die Lieder in der Regel zwischen sieben und elf Minuten lang, danach meistens sogar zwischen zehn und 20 Minuten. Ab ... zum Tode hin gab es auf jedem Studioalbum zudem immer ein über 20 Minuten langes Schlusslied, das von Album zu Album länger als das vorherige wurde. Mit einer Länge von 36:28 ist Ecce Homo aus dem Album Zerfall momentan der mit Abstand längste Song der Band.
Eine Ausnahme bildet die 2016 erschienene EP #YOLO. Der Bandsound wird hier mit einigen weiteren Folk-Instrumenten erweitert, die Songs sind lyrisch und musikalisch deutlich heiterer als die bisherigen Alben. Mit vier eigenen Songs und sechs Coverversionen (u. a. Miley Cyrus, Michael Jackson) werden Parallelen zum Fun Metal deutlich.

### Texte
Die Texte der Band handelten in ihrer Anfangsphase noch meist von der Natur und mystischen Geschöpfen.
Der im Lied Des Waldes Macht auf dem Album Weltenkraft erwähnte „Baumharzschlürfer“ bezieht sich auf eine Kritik zu der ersten EP.
Auf dem zweiten Studioalbum ... zum Tode hin wird im ersten Lied von der Erschaffung und im letzten von der Zerstörung der Erde durch den Menschen erzählt.
Mit dem dritten Album, Rastlos, veröffentlichte die Band ein Konzeptalbum: Textlich handelt es von einem Protagonisten, welcher alles in seinem Leben verlor und gezwungen war, seine Heimat zu verlassen. Es behandelt Hass, Liebe, Sehnsucht nach der Vergangenheit, Hoffnung auf eine bessere Zukunft, Zorn und den Wunsch der Rache.

## Diskografie
Studioalben
- 2007: Weltenkraft (CD/2xCD, Heavy Horses Records)
- 2009: … zum Tode hin (CD/FLAC, Einheit Produktionen)
- 2012: Rastlos (CD/FLAC, Napalm Records)
- 2015: Mach dich frei (CD, Napalm Records)
- 2019: Zerfall (CD, Napalm Records)

EPs
- 2006: Wiege der Finsternis (CD, Eigenverlag)
- 2016: #YOLO (CD, Napalm Records)
- 2023: Jenseits (CD/12″-Vinyl, AOP Records)

Kompilationsalben
- 2010: Urwerk (2xCD, Einheit Produktionen)

Beiträge auf Kompilationen (Auswahl):
- 2006: Schatten der Nacht auf Metal Message Vol. III (CD, Metal Message)
- 2007: Traumwald auf Massive Metal Infusion Vol. 1 (CD, Massive Metal Infusion)
- 2009: Medley auf Pagan Battle Tunes Vol. 3 (CD, TrollHorn)
- 2015: Mach dich frei auf Symphonic Metal 9 - Dark & Beautiful (CD, Golden Core Records / ZYX Music)
- 2016: Auf die Zwölf auf Napalm Records Summer Highlights 2016 (CD, Napalm Records)

## Musikvideos
- 2012: Nichts als Asche
- 2015: Mach dich frei
- 2016: Auf die Zwölf
- 2019: Zerfall

## Tourneen
| Datum                   | Land                    | Stadt                   | Veranstaltungsort       |
| Zerfall China Tour 2019 | Zerfall China Tour 2019 | Zerfall China Tour 2019 | Zerfall China Tour 2019 |
| ----------------------- | ----------------------- | ----------------------- | ----------------------- |
| 14. November 2019       | Volksrepublik China     | Beijing                 | Mao Live House Beijing  |
| 15. November 2019       | Volksrepublik China     | Nanjing                 | Ola Art Space           |
| 16. November 2019       | Volksrepublik China     | Shanghai                | YYT Live House          |
| 17. November 2019       | Volksrepublik China     | Hangzhou                | Mao Live House Hangzhou |
| 18. November 2019       | Volksrepublik China     | Suzhou                  | Hill House              |
| 20. November 2019       | Volksrepublik China     | Shenzhen                | B10 Live                |
| 21. November 2019       | Volksrepublik China     | Guangzhou               | Tu Space                |
| 23. November 2019       | Volksrepublik China     | xi'an                   | Aperture Club           |